# Andrea di Bonaiuto

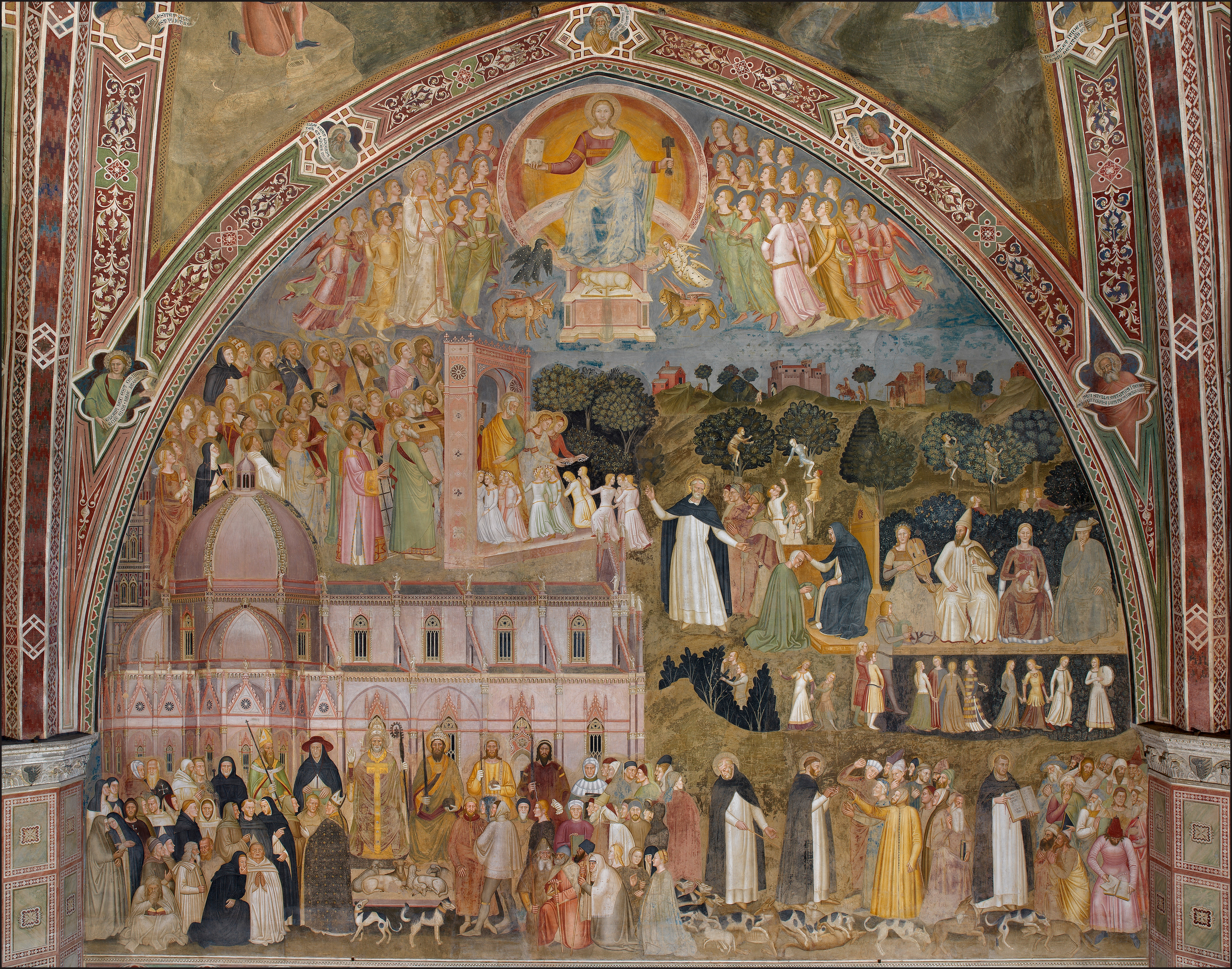
Freska ve Španělské kapli baziliky S. Maria Novella ve Florencii

Andrea di Bonaiuto, též Andrea da Firenze, byl florentský malíř 14. století, doložený v letech 1343–1377. Je známý především výzdobou někdejší kapitulní síně dominikánského kláštera při bazilice Santa Maria Novella ve Florencii (tzv. Cappellone degli Spagnoli; cyklus s Triumfem sv. Tomáše Akvinského a s alegoriemi Církve bojující a vítězné), realizovanou v letech 1366–1368, a pracemi pro Camposanto v Pise (scény ze života sv. Raniera, 1377). K jeho dalším dílům patří i panel Panna Maria s dítětem a deseti světci v National Gallery v Londýně (asi 1365–1370).
V letech 1366–1367 patřil Andrea mezi umělce přizvané k poradám a návrhům pro stavbu florentské katedrály Santa Maria del Fiore; byl členem florentského cechu mediků a lékárníků (Arte dei Medici e Speziali). O jeho smrti prameny uvádějí odlišné údaje: podle DBI sepsal 2. prosince 1377 závěť a pravděpodobně téhož roku zemřel, zatímco Britannica uvádí, že žil ještě po 16. květnu 1379.